# كريس مايرز (صحفي)
كريس مايرز (بالإنجليزية: Chris Myers)‏ هو صحفي ومعلق رياضي أمريكي، ولد في 28 مارس 1959 في ميامي في الولايات المتحدة.

## وصلات خارجية
- كريس مايرز على موقع IMDb (الإنجليزية)
- كريس مايرز على موقع قاعدة بيانات الفيلم (الإنجليزية)